# Marxisme

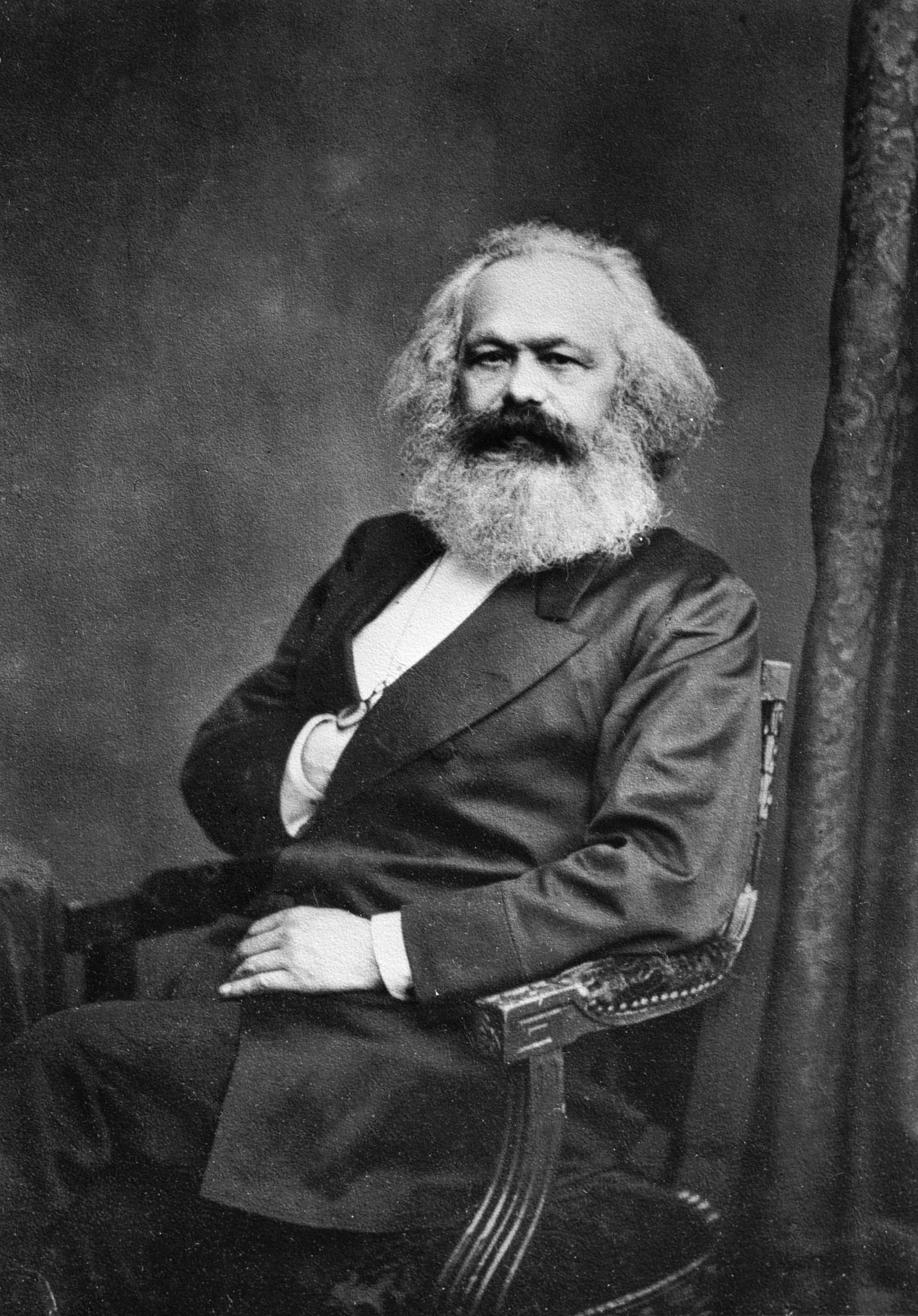
Het marxisme is voornamelijk gebaseerd op de ideeën van de negentiende-eeuwse filosoof Karl Marx

Het marxisme is een ideologisch-beschrijvende analyse van de maatschappij, en dan vooral de economie, waarbij het concept van een internationale klassenstrijd tussen twee tegengestelde maatschappelijke klassen centraal staat. Deze twee klassen zijn de productiemiddelen bezittende klasse (het 'kapitaal') en de werkende klasse (de 'arbeid'). Volgens het marxisme moet de klassenstrijd, via het "dialectisch materialisme", uiteindelijk leiden tot een communistische maatschappij, waarbij er een einde komt aan de uitbuiting van de werkende klasse door het kapitalisme.
Het marxisme is in eerste instantie gebaseerd op de ideeën en denkbeelden van Karl Marx en Friedrich Engels. Op politiek-ideologisch vlak vormde het marxisme de basis voor het moderne socialisme en het communisme. Verder lag het marxisme ten grondslag aan een beoefening op marxistische leest van vakgebieden als de archeologie, economie, esthetica,  filosofie, geschiedschrijving, geografie, sociologie en de kritische psychologie.
Deze ideeën en denkbeelden stoelden op drie grote ideologische stromingen van de negentiende eeuw: de Duitse filosofie – vooral de dialectiek van Hegel – de klassieke Engelse politieke economie, en het Franse socialisme in combinatie met Franse revolutionaire doctrines. Uit deze stromingen distilleerden Marx en Engels het zogenaamde "wetenschappelijk socialisme".

## Theorie

### Dialectiek
Het dialectisch materialisme is het uitgangspunt van marxistische analyse. In plaats van de wereld te benaderen vanuit statische categorieën, legt de dialectiek van Hegel de nadruk op dynamische processen die veranderen door tegengestelde krachten. Marx verwierp de metafysische benadering van Hegel en verving deze door een materialistische benadering die beter leek aan te sluiten bij de natuurwetenschappen.
De tegengestelde krachten die sociale verandering teweegbrachten, beschreven Marx en Engels in 1848 in het Communistisch Manifest:
De geschiedenis van elke tot nog toe bestaande maatschappij is de geschiedenis van klassenstrijd.
Vrije en slaaf, patriciër en plebejer, baron en lijfeigene, gildemeester en gezel, kortom: onderdrukkers en onderdrukten stonden in voortdurende tegenstelling tot elkaar, voerden een onafgebroken, nu eens bedekte, dan weer openlijke strijd, een strijd die telkenmale eindigde met een revolutionaire omvorming van de gehele maatschappij of met de gemeenschappelijke ondergang der strijdende klassen. In de vroegere tijdperken van de geschiedenis vinden wij bijna overal een volkomen indeling van de maatschappij in verschillende standen, een veelsoortige rangschikking van de maatschappelijke posities. In het oude Rome hebben wij patriciërs, ridders, plebejers, slaven; in de Middeleeuwen feodale heren, leenmannen, gildemeesters, gezellen, lijfeigenen; en bovendien in bijna ieder van deze klassen nog bijzondere rangschikkingen.
De moderne burgerlijke maatschappij, uit de ondergang der feodale maatschappij voortgekomen, heeft de klassentegenstellingen niet opgeheven. Zij heeft slechts nieuwe klassen, nieuwe voorwaarden van onderdrukking, nieuwe vormen van strijd in de plaats van de oude gesteld.
In Het Kapitaal maakte Marx gebruik van dialectiek om aan te tonen dat er sprake is van uitbuiting van de arbeider door de kapitalist doordat de laatste zich de meerwaarde toe-eigent en niet als arbeidsloon uitkeert. Daarmee is geen sprake van vrije uitwisseling van arbeidskracht met door arbeiders geproduceerde waren voor loon zoals de klassieke economen stelden.

### Gebruikswaarde en ruilwaarde
Marx stelde dat een waar zowel een gebruikswaarde als een ruilwaarde heeft. De gebruikswaarde is onafhankelijk van de arbeid die geleverd is en wordt bepaald in het gebruik of de consumptie. Elke waar heeft daarmee een kwaliteit die de gebruikswaarde bepaalt. Bij het onderling ruilen van verschillende waren wordt in eerste instantie de gebruikswaarde van de ene waar geruild voor de gebruikswaarde van de andere waar. Dit wordt uitgedrukt als kwantitatieve verhouding en deze verschilt afhankelijk van de plaats en de tijd. Doordat een waar voor vele verschillende andere soorten waren geruild kan worden, verdwijnt het kwalitatieve aspect – de gebruikswaarde – naar de achtergrond.
Zonder gebruikswaarde is de concrete arbeid ook niet meer relevant en blijft slechts abstracte arbeid over. Dit sluit aan bij de arbeidswaardetheorie van de klassieke economie, maar de klassieke economen gingen uit van het individu en stelden dat het arbeidsloon de werkelijke waarde van de geleverde arbeid vertegenwoordigde. Om niet afhankelijk te zijn van de onderlinge verschillen tussen een luie producent en een gemotiveerde producent ging Marx uit van de samenleving als geheel. Hij stelde dat de waarde van een waar wordt bepaald door de tijd die benodigd is om de voor de hele samenleving gewenste hoeveelheid van een waar te maken – de maatschappelijk noodzakelijke arbeidstijd. Deze is afhankelijk van de arbeidsproductiviteit.
In de kapitalistische samenleving raakt zo de directe relatie tussen producent en consument verborgen. De producent levert aan de markt voor de marktwaarde en de geleverde arbeid is niet meer als zodanig herkenbaar. De sociale relatie tussen producent en consument is slechts indirect via de waren. Die waren krijgen daardoor een nieuwe mysterieuze dimensie wat hij het fetisjkarakter noemde.
Marx beschreef de kringloop van het kapitaal waarin hij weer drie in elkaar grijpende kringlopen onderscheidde: de kringloop van het geldkapitaal, kringloop van het productief kapitaal en kringloop van het warenkapitaal. Hierin ligt de nadruk afwisselend bij de gebruikswaarde van de waren als deze aangeschaft worden en bij de ruilwaarde als zij verkocht worden.
- de kringloop van het geldkapitaal bestaat uit drie stadia:
  - in het eerste circulatiestadium zet de kapitalist zijn geldkapitaal G om in warenkapitaal W: G — W. Deze waren W kunnen bestaan uit productiemiddelen Pm en arbeidskracht A en vormen dan productief kapitaal. Daarmee kan de omvorming van het geldkapitaal gesplitst worden in G — Pm en G — A, de koop van productiemiddelen en de koop van arbeidskracht[2]
  - deze aanschaf van productiefactoren maakt in het tweede stadium het productieproces P mogelijk waarbij de waren door de arbeid een meerwaarde M verkrijgen en zo waren met meerwaarde W'  worden
  - in het derde stadium wordt het warenkapitaal met meerwaarde omgezet in geldkapitaal met meerwaarde: W' — G' 
  - daarmee ziet de eerste kringloop eruit als G — W ... P ... W' — G'  met als resultaat kapitaalaccumulatie
- in het eerste stadium van de kringloop van het geldkapitaal wordt dit geldkapitaal omgezet in productief kapitaal. Dit kent zijn eigen kringloop:
  - in het eerste stadium wordt met productie P een waar voortgebracht met meerwaarde W'  die voorgesteld kan worden als W met meerwaarde w
  - in het tweede stadium wordt dit waar W'  omgezet in geldkapitaal G' , wat is uit te drukken als geldkapitaal G met meerwaarde g. Dit is het eerste stadium van de warencirculatie
  - de meerwaarde g kan worden gebruikt voor consumptie en daarmee buiten de productieve kringloop treden of in het derde stadium geheel of gedeeltelijk met G opnieuw worden geïnvesteerd om de waren W aan te schaffen[3]
  - met deze waren kan vervolgens opnieuw productie P plaatsvinden
  - daarmee ziet de tweede kringloop eruit als P ... W' — G'  — W ... P
- het derde perspectief is de kringloop van het warenkapitaal
  - deze begint met het geproduceerde waar W'  dat wordt gekocht voor geld G'  – door de consument op basis van zijn gebruikswaarde, door de handelaar op basis van zijn ruilwaarde
  - de derde kringloop ziet eruit als W' — G'  — W ... P ... W'

### Arbeidsproces
Marx was de eerste die arbeid onderkende als centraal onderdeel van het kapitalisme. De klassieke economen stelden slechts dat het arbeidsloon volgde uit het samenspel van vraag en aanbod op de arbeidsmarkt. Marx zag dat arbeid en het arbeidsproces wezenlijk verschilden van de andere productiefactoren: land, natuurlijke hulpbronnen en kapitaal. Om de meerwaarde te vergroten kan enerzijds de prijs van de te verkopen waar verhoogd worden, of anderzijds de inkoopprijs van de te kopen waar verlaagd worden. Dit laatste kan bereikt worden door verhoging van de productiviteit of door het verlengen van de werkduur. Daarmee wordt de arbeider gevraagd meerarbeid te leveren. Dit is in strijd met het streven van de arbeider om voldoende te verdienen om fatsoenlijk van te kunnen leven. Daarmee herbergt het kapitalistische arbeidsproces een continu conflict tussen kapitalist en arbeider.
De van oudsher bestaande arbeidsdeling wordt daarbij verdiept, niet primair om door middel van specialisatie de productiviteit te verhogen, maar omdat hiermee het arbeidsproces steeds beter beheerst kan worden door de kapitalist en niet door de arbeider.

### Crisis van het kapitalisme
De crisistheorie is een belangrijk onderdeel van het marxisme. Periodiek terugkerende crises zijn volgens het marxisme inherent aan het kapitalisme en brengen het uiteindelijk tot ondergang. Deze ondergang zou gevolgd worden door een overgang naar het socialisme. Marx zelf had geen algemene crisistheorie opgesteld, wel benoemde hij verschillende tegenstellingen die een crisis tot gevolg kunnen hebben.
De onderconsumptiecrisis is de belangrijkste oorzaak, stelde Marx in deel drie van Het Kapitaal:
De ultieme reden van alle reële crisissen blijft de armoede en consumptiebeperking van de massa’s tegenover de tendens van de kapitalistische productie de productiekrachten zodanig te ontwikkelen alsof alleen de absolute consumptiecapaciteit van de maatschappij de grens is.
Een overproductiecrisis is een ander gevaar. Waar volgens de klassieke economie de omvang van de productie wordt bepaald door vraag en aanbod en te bevredigen behoeften, stelde Marx in deel twee van Het Kapitaal dat de productie zijn eigen omvang bepaalt:
De omvang van de door de kapitalistische productie voortgebrachte warenmassa wordt bepaald door de schaal waarop die productie plaatsvindt en de behoefte van voortdurende uitbreiding ervan, niet door een van te voren vastgelegde cyclus van vraag en aanbod, van te bevredigen behoeften.
Als niet alles geconsumeerd wordt, maar in opslag ligt bij doorverkopers, dan volgt de crisis niet uit een dalende consumptie, maar uit de noodzaak om waren met meerwaarde om te zetten in geld om de inkoop te kunnen voldoen. Zodra dit op een concurrerende markt door dalende prijzen moeilijker wordt, zal de bereidheid afnemen om de ene vorm van kapitaal om te zetten in de andere:
Zo kan de productie van meerwaarde en met haar ook de individuele consumptie van de kapitalist groeien, het gehele reproductieproces zich in een bloeiende toestand bevinden en toch een groot deel van de waren slechts schijnbaar in consumptie is overgegaan maar in werkelijkheid onverkocht in handen van doorverkopers opgeslagen liggen en zich dus daadwerkelijk nog op de markt bevinden. [...] Om te kunnen verkopen, verkopen de laatkomers onder de prijs. De vroegere stromen zijn nog niet te gelde gemaakt, terwijl hun betalingstermijn afloopt. Hun eigenaars moeten zich onvermogend verklaren of tegen elke prijs verkopen, om te kunnen betalen. Deze verkoop heeft absoluut niets te maken met de werkelijke omvang van de vraag. Ze heeft enkel te maken met de vraag naar betaling, met de absolute noodzaak, waar in geld te veranderen. Dan breekt de crisis uit. Zij wordt zichtbaar niet in een direct afnemende consumptieve vraag, de vraag voor de individuele consumptie, maar in de afname van de ruil van kapitaal tegen kapitaal, het reproductieproces van het kapitaal.
De derde oorzaak van kapitalistische crises is de dalende winstvoet die Marx uitwerkte in deel drie van Het Kapitaal.

### Geschiedenis
In de tijd van Marx, de negentiende eeuw, was het gangbare economische systeem het industrieel kapitalisme, met als ideologie het klassiek liberalisme. Dit was ontstaan na de economische verandering van de industriële revolutie en de ideologische verandering van de Franse Revolutie van 1789. De industriële revolutie had een nieuwe klassenmaatschappij geschapen, waar de heersende klasse niet langer de adel was, maar de burgerij of bourgeoisie, de oude middenklasse die de productiemiddelen met zijn fabrieken in bezit had. Daartegenover stond het proletariaat, de klasse van bezitloze arbeiders, die bij gebrek aan productiemiddelen gedwongen waren hun arbeid te verkopen om in leven te blijven, en zo door de bourgeoisie werden uitgebuit. De plaats van de boer in dit stelsel is jarenlang een strijdpunt geweest binnen het marxisme, de zogenaamde Agrarfrage.
Volgens Marx' opvatting van de menselijke geschiedenis verloopt deze in stadia. Adam Smith was met zijn fases ook al uitgegaan van deze vorm van conjecturale geschiedschrijving. De stadia van Marx worden in de eerste plaats gekenmerkt door het gangbare economische systeem, de onderbouw. Deze onderbouw is het gegeven. In de tweede plaats worden de stadia gekenmerkt door onder meer opvattingen, ideeën, cultuur, de bovenbouw. Deze bovenbouw is het gecreëerde en is er om de onderbouw in stand te houden. Verschillende samenlevingen doorlopen de stadia in verschillende tempo's, maar wel in min of meer dezelfde volgorde. In elk stadium veroorzaakt het economisch systeem spanningen tussen de verschillende maatschappelijke klassen, wat leidt tot klassenstrijd en uiteindelijk tot revolutie.
De tegenstellingen binnen het kapitalisme zouden dit systeem uiteindelijk onhoudbaar maken. De uitgebuite arbeidersklasse moest volgens Marx in opstand komen tegen de kapitaalbezitters. Deze opstand zou het einde inluiden van het kapitalisme en de liberale democratie, die plaats zouden maken voor een socialistische samenleving. In de socialistische periode zou de staat worden omgevormd tot een dictatuur van het proletariaat, waarin de politieke rollen van de beide klassen werden omgedraaid. Uiteindelijk zou dit leiden tot nog een ander maatschappelijk stadium, het communisme.
Marx had een principieel optimistisch mensbeeld en hij meende dat onder de juiste materiële voorwaarden en de juiste opvoeding van het proletariaat vanzelf de utopia ofwel heilstaat zou ontstaan. Marx was van oordeel dat de menselijke geest heel kneedbaar was en dat, onder de juiste maatschappelijke verhoudingen, een nieuwe mens zou ontstaan die vrij was van egoïstische en andere slechte eigenschappen. Uitbuiting, onderdrukking en oorlog zouden dan tot het verleden behoren. De staat, die volgens Marx een onderdrukkingsinstrument van de heersende klasse vormde, zou vervolgens geleidelijk kunnen afsterven.
Merk op dat de woorden socialisme en communisme al bestonden voor de theorievorming van Marx en Engels. De specifieke betekenis die aan deze termen gegeven wordt binnen het marxisme is niet de enige mogelijke betekenis.

### Stromingen binnen het marxisme
Binnen het marxisme zijn verschillende stromingen aan te duiden, waaronder het marxisme-leninisme, het trotskisme, het stalinisme, Juche, het maoïsme, het neomarxisme en het postmarxisme. Deze onderscheiden zich op soms subtiele ideologische punten.

## Schisma's
In de anderhalve eeuw van marxisme is er het nodige debat geweest over de interpretatie van de ideeën van Marx. Dit heeft geresulteerd in de nodige scheidslijnen.

### Revolutie of hervorming
Een belangrijke scheiding ontstond in de Tweede Internationale of Socialistische Arbeiders-Internationale op het vlak van hoe de omwenteling naar socialisme plaats zou vinden. Enerzijds was er de sociaaldemocratische beweging die het reformisme met geleidelijke verandering voorstond en anderzijds was er het revolutionair socialisme dat niets zag in samenwerking met niet-socialistische partijen om het doel te bereiken. Zo pleitte Eduard Bernstein van de Sozialdemokratische Partei Deutschlands (SPD) voor hervorming, wat hem met Sociale hervorming of revolutie? uit 1899 een polemiek opleverde met Rosa Luxemburg. De interne strijd in de SPD resulteerde in 1915 in de oprichting van de revolutionaire Spartacusbond, in 1918 overgaand in de Kommunistische Partei Deutschlands (KPD). In Rusland hingen de Bolsjewieken een vergelijkbaar revolutionair gedachtegoed aan en tijdens de Oktoberrevolutie van 1917 bleken deze hierin succesvol. Dat gold niet in Duitsland, waar in 1919 de Spartacusopstand neergeslagen werd, waarbij Luxemburg om werd gebracht, en ook de Ruhropstand van 1920 en de Hamburgse opstand van 1923 bleven zonder succes.

### Structuur ofagency
Een andere belangrijke scheiding binnen het marxisme is het structure-agency-debat. Marx zelf stelde in De Achttiende Brumaire van Louis Bonaparte uit 1852 over de staatsgreep van 2 december 1851 van Lodewijk Napoleon:
De mensen maken hun eigen geschiedenis, maar zij maken die niet uit vrije wil, niet onder zelfgekozen, maar onder rechtstreeks aangetroffen, gegeven en overgeleverde omstandigheden. De traditie van alle dode geslachten drukt als een zware last op de hersenen van de levenden. En juist wanneer zij er mee bezig schijnen, zichzelf en de dingen om te wentelen, iets te scheppen, wat nog niet heeft bestaan, juist in zulke tijdperken van revolutionaire crisis, roepen zij angstig de geesten van het verleden tot hun dienst op, ontlenen aan hen namen, strijdparolen, kostuums, om in deze oude eerwaardige vermomming en in deze geleende taal het nieuwe bedrijf van de wereldgeschiedenis op te voeren.
Hoewel hierin zowel het belang van de individu als de bovenliggende structuur benoemd wordt, was dit voor latere marxisten niet altijd zo duidelijk. De aanhangers van sociale structuur stellen dat vooral socialisatie bepalend is voor gedrag, terwijl de aanhangers van agency – het potentieel tot handelen – stellen dat elk individu over autonomie en vrije wil beschikt die bepalend zijn voor het gedrag. Dat beiden van belang zijn, wordt vrij algemeen aanvaard, alleen zien aanhangers de eigen benadering als vruchtbaarder om tot verklaringen te komen.
Een belangrijke structureel marxist was Louis Althusser die reageerde op enerzijds het existentialisme van Sartre – waarin de actoren een zeer grote invloed hebben – en anderzijds het totalitarisme van de Sovjet-Unie met zijn stalinisme. Althusser verweet het marxistisch humanisme dat zij geen onderscheid maakten tussen de jonge humanistische Marx en de latere wetenschappelijk rijpe Marx. Volgens Althusser is ideologie uiteindelijk de bepalende kracht achter het gedrag van mensen en richt het kapitalisme dit gedrag zo dat dit het systeem ondersteunt. Dit kwam hem op kritiek te staan van E.P. Thompson die stelde dat de arbeiderklasse daarmee de agency wordt ontnomen om tegen het systeem in opstand te komen. Waar Althusser geraffineerde marxistische concepten probeerde te vormen, legde Thompson in zijn The Poverty of Theory de nadruk op het belang van de studie van concrete gebeurtenissen.

### Cultuur of economie
Het marxisme werd lang gekenmerkt doordat het de geschiedenis en de vorming van het klassenbewustzijn bekeek vanuit een materieel of economisch standpunt. Vanaf de jaren 1920 kwam hier kritiek op en werd binnen wat het westers marxisme zou worden genoemd de aandacht uitgebreid naar de invloed van cultuur. Van Georg Lukács verscheen in 1923 Geschichte und Klassenbewußtsein en hierin verlegde hij de aandacht naar de jonge Marx. Antonio Gramsci stelde dat de klassenstrijd in het westen zo lang op zich liet wachten door de culturele hegemonie van de heersende klassen. Die domineren niet alleen staat en economie, maar ook de cultuur waarmee een vals bewustzijn van religie en nationalisme het proletariaat misleidt. Vanuit de Frankfurter Schule met zijn kritische theorie werd ideologie gezien als het belangrijkste obstakel van menselijke bevrijding.

## De gevolgen van het marxisme

### Arbeidersbeweging
Het marxisme heeft een grote invloed gehad op de zich ontwikkelende wereldwijde arbeidersbeweging. Marx keek met een zekere minachting neer op het voeren van loonstrijd als doel op zich zelf, omdat hij van oordeel was dat dit de aandacht zou kunnen afleiden van de uiteindelijke Grote Revolutie. Hij was echter pragmatisch genoeg – bijvoorbeeld in het boekje Loon, prijs en winst – om vakbondsactiviteiten aan te bevelen als middel om de arbeiders tot organisatie te bewegen en ook om aan te sporen tot strijd voor het algemeen kiesrecht als middel om politieke macht te ontwikkelen.
Marx' theorieën zijn een stimulans geweest voor de opkomende arbeidersbeweging, maar over de vraag hoe groot zijn bijdrage geweest is aan de hervormingen binnen het kapitalisme, die in de meeste economisch ontwikkelde landen tot een beter levenspeil voor de loonarbeiders hebben geleid, en tot meer politieke invloed en rechten – onder andere sociale zekerheid – kan op uiteenlopende wijze worden geoordeeld. Het is duidelijk dat Marx' maximalistische idee van een Grote Proletarische Revolutie de arbeidersbeweging ook wel vaak in de weg heeft gezeten, doordat het geleid heeft tot diepgaande twisten tussen sociaaldemocraten en vakbondsactivisten die eigenlijk wel tevreden waren met hervormingen binnen het kapitalistisch systeem – en die door hun tegenstanders smadelijk revisionisten werden genoemd – en hun maximalistische tegenstanders, die tevreden waren met niets minder dan de volledige omverwerping van de burgerlijke samenleving. Deze laatste vleugel werd na Marx' dood door Friedrich Engels en andere vooraanstaande Duitse socialisten zoals Karl Kautsky en August Bebel voortgezet onder de noemer van het orthodox marxisme.

### Socialistische staten
In Rusland heeft Lenin de theorieën van Marx gebruikt als grondslag voor zijn eigen revolutionaire ideeën, wat via de Oktoberrevolutie van 1917 leidde tot het ontstaan van de Sovjet-Unie. Daarmee werd de Sovjet-Unie de eerste socialistische staat (socialistisch in de betekenis die Marx eraan gegeven had). Later werden ook de Chinese revolutie van 1949, de Cubaanse Revolutie en verscheidene revoluties in Zuid-Amerika gepleegd in naam van het marxisme.
In de Sovjet-Unie werd het een dogma dat de Leninistische interpretatie van de leer van Marx de enige juiste was. Marx had het idee dat de revolutie het eerst zou uitbreken in enkele van de hoog ontwikkelde industrielanden, Engeland, Frankrijk, Duitsland of de Verenigde Staten. Over het algemeen had hij geen hoge dunk van het revolutionaire potentieel in Rusland, al heeft hij in zijn latere jaren wel belangstelling aan de dag gelegd voor revolutionaire stromingen in het tsarenrijk. Hij verwachtte echter dat voor een echt voldragen socialisme een internationale revolutie nodig zou zijn, die ten minste de belangrijkste kapitalistische centra zou omvatten.
Ook gaf Marx soms de gedachte te kennen dat de revolutie misschien ook op niet-gewelddadige wijze zou kunnen plaatsvinden, bijvoorbeeld in Engeland, waar een groot deel van de arbeiders tegen het einde van de negentiende eeuw al het kiesrecht had. Daar zou het niet uitgesloten zijn dat de zaak van het proletariaat via de stembus kon triomferen.
Marx was in zijn ideeën vaak minder rechtlijnig dan veel van zijn volgelingen. Beroemd is zijn uitspraak Ik ben in geen geval een marxist.

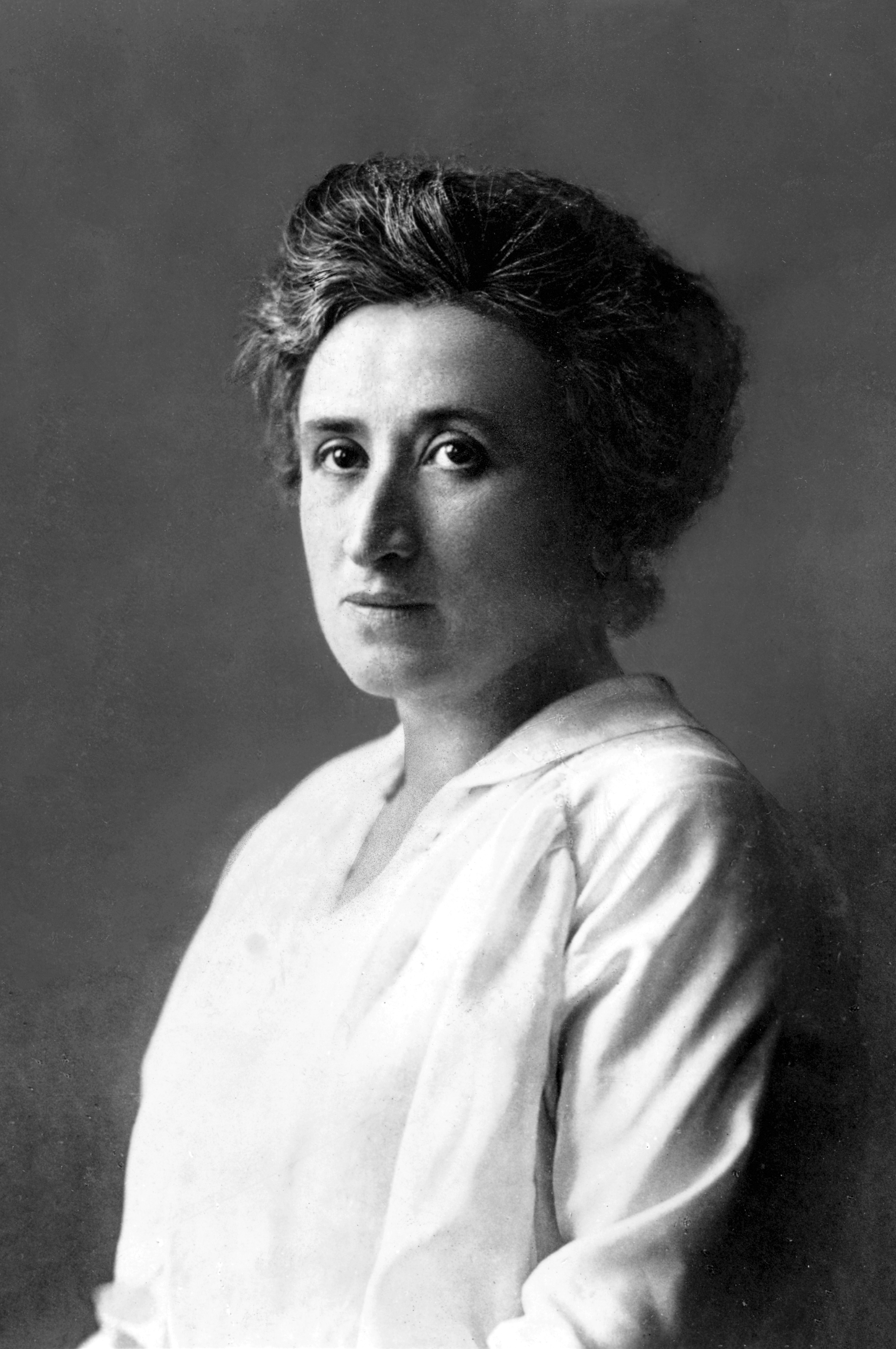
Rosa Luxemburg

Hoewel er nooit marxistische landen zijn geweest, in de werkelijke betekenis van het woord, werden wel enkele pogingen ondernomen het communisme op te bouwen. In de praktijk werden deze 'proletarische revoluties' al snel overgenomen door een nieuwe groep machthebbers (Stalin, Mao, Castro, Pol Pot etc. en hun medewerkers), die hun wil met dictatoriale middelen aan het volk oplegden. De Pools-joodse socialistische leidster Rosa Luxemburg had Lenin al gewaarschuwd dat zijn dictatuur van het proletariaat gemakkelijk kon ontaarden in een dictatuur over het proletariaat.
Van het afsterven van de staat kwam in de socialistische landen ook niet veel terecht. De staat had eerder de neiging om uit te groeien tot een bureaucratie die vrijwel elk maatschappelijk initiatief onderdrukt.
Anderzijds hebben de door het marxisme geïnspireerde revoluties in sommige opzichten wel een positieve rol gespeeld voor de volkeren die haar steunden. Zo heeft het marxisme het soms mogelijk gemaakt situaties van stagnatie te doorbreken in landen waar de politieke cultuur heel erg verziekt was geraakt.
Een groot probleem bleek wel om het aanvankelijke enthousiasme van de revolutionaire voorhoede te handhaven, de situatie waarin het geloof (soms) bergen kon verzetten. Het gebrek aan economische prikkels kon dan niet meer worden gecompenseerd, waarna er een situatie van stagnatie en corruptie intrad. Het bekendste voorbeeld hiervan is wellicht Cuba. Aanvankelijk was de revolutionaire machtswisseling van Castro over het corrupte Batista-regime een groot succes en ook het buitenland zag dit meestal als een verbetering, met uitzondering van de Verenigde Staten. Voortvarend werden alle bedrijven genationaliseerd en hun winsten gebruikt voor gratis onderwijs en gezondheidszorg voor de verpauperde bevolking. Hiermee werd Castro buitengewoon populair in binnen- en buitenland. Gratis onderwijs en gezondheidszorg bestaan nog steeds op Cuba. De levensverwachting op Cuba is te vergelijken met die van de westerse wereld. Maar tegelijkertijd wenste Castro ook geen kritiek te horen van anderen. Toen er verschillende onfrisse zaken aan het licht kwamen waarbij zijn directe medewerkers betrokken waren, rees er toch kritiek. Deze kritiek werd in de kiem gesmoord door dissidenten als contrarevolutionairen op te sluiten. Velen van hen waren nochtans medestrijders van Castro geweest tijdens de eerste dagen van de revolutie. Hiermee werd weer het gezegde bewaarheid dat de revolutie haar eigen kinderen opvreet. Bovendien zijn vele Cubanen het land ontvlucht, vooral naar aartsvijand Verenigde Staten. De Cubaanse gemeenschap in de VS telt tegenwoordig circa 1,8 miljoen personen, die grotendeels bestaat uit vluchtelingen sinds 1959 en hun nakomelingen.

## Kritieken
Vanuit verschillende richtingen is er kritiek op het marxisme. Soms betreft dit het marxisme in zijn geheel, soms een stroming daarbinnen. De opkomst van nieuwe sociale bewegingen in de jaren 1960 zoals de milieubeweging, de vredesbeweging en de mensenrechtenbeweging was van grote invloed op de opkomst van het poststructuralisme en het bredere postmodernisme. In tegenstelling tot de oude socialistische arbeidersbeweging was hier economie niet het centrale thema. De zeer diverse pogingen om de tekortkomingen van het klassieke marxisme te pareren worden wel aangeduid als postmarxisme. Dit is dus geen centrale beweging, maar een diffuus geheel.

### Economisch determinisme
Kritiek op het veronderstelde economisch determinisme van het klassieke marxisme kwam onder meer vanuit andere marxistische stromingen zoals het postmarxisme. Barry Hindess en Paul Hirst noemden dit de economische monistische causaliteit van het marxisme waarbij alle sociale veranderingen worden toegeschreven aan economische drijfveren en de logica van het kapitaal. Hiermee konden zaken als de opkomst van de nieuwe sociale bewegingen echter niet verklaard worden.

### Grand theory
Het postmodernisme zette zich af tegen het modernisme dat te veel gebruik zou maken van wat zij noemden een totaliserend discours, de pogingen om een universele geschiedenis te beschrijven in een grand theory. Waar Marx een unilineaire evolutie zag die geldig zou moeten zijn voor de gehele wereld, stelden de postmodernisten dat er juist sprake was van pluralisme met vele verschillende individuele ervaringen die niet te vangen zijn in een metaverhaal. Daarbij werd gewezen op de onmogelijkheid van een waarnemer om een universele waarheid vast te stellen. Uitspraken over de werkelijkheid zouden onderhevig zijn aan de culturele beïnvloeding die elke waarnemer nu eenmaal ondergaat, wat een God's eye view onmogelijk maakt. Dit resulteert in een crisis van representatie wat ook de basis wegneemt van de totaliserende uitspraken van Marx die de waarheid over de wereld moeten representeren. Die uitspraken zouden de diversiteit van menselijke ervaringen geweld aandoen.
Marx noemde zijn negentiende-eeuwse veelal Franse socialistische voorgangers smadelijk utopische socialisten en pretendeerde dat zijn eigen leer wetenschappelijk zou zijn. Karl Popper stelde dat enkele hypotheses van Marx aanvankelijk een zekere mate van toetsbaarheid hadden, zoals de komst van een sociale revolutie. Toen deze hypotheses echter niet uitkwamen en daarmee gefalsifieerd waren, bleven marxisten desondanks vasthouden aan deze ideeën, waarmee het een pseudowetenschap werd. Andere sceptici zien het marxisme als een irrationele heilsleer, een soort Ersatz-religie.

### Structuralisme
Marx zag structurele verbanden tussen de bestaande productieverhoudingen en de heersende staatsvorm en in latere vormen van marxisme verwerden deze tot veel meer rigide dan Marx had gedaan. Deze onderbouw-bovenbouwtheorie worden door poststructuralisten gezien als reductionistische generalisatie die voorbij gaan aan de complexiteit van de moderne wereld. Zij stellen daarnaast dat de structuren ook geen agency – het potentieel tot handelen – bezitten waardoor een duidelijk causaal verband ontbreekt in de relaties tussen deze structuren.

### Teleologie
Marx stelde dat de menselijke geschiedenis vier stadia van productiewijzen had gekend, beginnend met het oercommunisme, gevolgd door een slavenmaatschappij, het feodalisme en de bourgeoisie van het huidige kapitalisme. Dit zou gevolgd worden door het socialisme en uiteindelijk het communisme. Deze unilineaire evolutie wordt echter niet bevestigd door historische en archeologische gegevens en lijkt vooral gekozen te zijn om het doel van een wereldrevolutie te ondersteunen. Dit maakt het begrip productiewijzen theoretisch slecht onderbouwd en teleologisch.

### Eurocentrisme
Zoals meer theorieën uit de negentiende eeuw is ook het marxisme eurocentrisme verweten. Zijn productiewijzen zouden sterk op de Europese geschiedenis gericht zijn en daarbuiten nauwelijks van toepassing zijn. Ontwikkelingslanden zouden zich niet noodzakelijk volgens dezelfde lijnen ontwikkelen. Marx zelf voegde aan zijn eerdere productiewijzen later nog de Aziatische productiewijze toe, maar ook hiervan werd de historische adequaatheid betwist.

### Klassereductionisme
De dialectiek van Marx stelde de strijd tussen het proletariaat en het kapitaal voor als het mechanisme achter sociale veranderingen. Max Weber keerde zich al tegen deze vorm van klassereductionisme waarin alle sociale tegenstellingen terug worden gebracht tot klassentegenstellingen, alle sociale ongelijkheid tot klassenongelijkheid en alle sociale strijd tot klassenstrijd. Steeds meer werd ook duidelijk dat er geen sprake is van een enkele vorm van kapitalisme, maar dat er vele verschillende vormen zijn met sterk afwijkende karakteristieken, zoals J. K. Gibson-Graham in hun The End of Capitalism (as we knew it) stelden.

### Gender
Een feministische kritiek is dat arbeid meer is dan alleen de betaalde vormen van werk en dat daaraan en aan diegenen die dat uitvoeren in het marxisme te weinig aandacht aan wordt besteed. Ook weinig aandacht is er voor het belang van voortplanting, opvoeding en opleiding. Daarnaast wordt gesteld dat de dominantie van man over vrouw, het patriarchaat, niet alleen voorkomt in het kapitalisme, maar ook in andere productiewijzen. De onderdrukking van de vrouw staat daarmee los van de onderdrukking van de arbeider.

### Milieu
De nadruk op economie en materiële zaken van het marxisme en het ontbreken van aandacht voor milieuvervuiling en de sociale effecten daarvan kreeg kritiek vanuit de milieubeweging. Die beweging oversteeg ook de klasseverschillen en zo ontwikkelde zich de politieke ecologie.

## Crisis van het marxisme
Op verschillende momenten onderging het marxisme een crisis. De eerste crisis ontstond eind jaren 1890 in Duitsland. In 1891 was het partijprogramma van de SPD vastgesteld, het Erfurter Programm. Dit bestond uit een theoretisch deel van de hand van Karl Kautsky en een praktisch deel van Eduard Bernstein. Volgens het theoretische deel zou de concentratie van kapitaal toenemen, de uitbuiting van het proletariaat toenemen, de klassenstrijd steeds heftiger worden en kleine ondernemingen in toenemende mate verdwijnen door concurrentie van grote bedrijven. Het praktische deel bevatte – in tegenstelling met het theoretische deel – een aantal sociale doelen, zoals kiesrecht, de achturige werkdag en bescherming van werknemers.
Volgens het theoretische programma kon de SPD zich onthouden van pogingen om de positie van de arbeiders te verbeteren, omdat de revolutie zou volgen uit de destructieve aard van het kapitalisme. Verbeteringen van de arbeiderspositie zouden proces slechts vertragen. De verwachte große Kladderadatsch van August Bebel bleef echter uit, wat Bernstein in Die Voraussetzungen des Sozialismus und die Aufgaben der Sozialdemokratie uit 1899 verklaarde als het failliet van enkele analyses van Marx. Bernstein was van mening dat in tegenstelling tot de voorspelling van Marx de klassenstrijd in werkelijkheid niet toenam, maar eerder afnam. Er de verwachte concentratie en centralisatie van kapitaal was niet opgetreden en kleinere bedrijven bleken wel degelijk winstgevend te zijn. Nu de revolutie niet daadwerkelijk uitbrak, moest de positie van de arbeider verbeterd worden met een evolutionair socialisme. Het revisionisme van Bernstein hield in dat de sociaaldemocratie een taak kreeg. In plaats van te wachten op de onafwendbare revolutie, moest men hervormingen actief nastreven. Dit standpunt kreeg de nodige polemieken van onder meer Kautsky en Rosa Luxemburg te verduren. Uiteindelijk zou in 1906 tijdens de Mannheimer Abkommen ook niet het revisionisme van Bernstein, maar het pragmatisch reformisme van de vakbeweging zegevieren. Het betekende ook dat de sociaaldemocratie zich in toenemende mate verwijderde van belangrijke marxistische aannames en standpunten.
Ook Vladimir Lenin keerde zich met Marxisme en revisionisme uit 1908 tegen Bernstein. Al in 1902 schreef hij Wat te doen? waarin hij – geïnspireerd door Kautsky – stelde dat een revolutionaire voorhoede het revolutieproces moest versnellen. Het leninisme ging er dus niet van uit dat het proletariaat zelf in opstand zou komen, wat wederom een nieuwe richting in het marxisme betekende en dan ook kritiek van Luxemburg en Kautsky verkreeg.
Het uitbreken van de Eerste Wereldoorlog betekende de volgende crisis binnen het marxisme. Ditmaal geen theoretische, maar een praktische, omdat veel van de via de Tweede Internationale verbonden marxisten het antimilitarisme verlieten en achter hun regering gingen staan en de oorlog steunden. Daarmee kwam een einde aan de Tweede Internationale en de dominante positie van het marxisme binnen de Europese arbeidersbeweging.
Op deze crisis volgde in 1917 echter de Oktoberrevolutie, wat het begin moest zijn van de wereldrevolutie. Hoewel Rusland met een weinig ontwikkeld kapitalisme en slechts klein proletariaat niet voldeed aan de voorwaarden van Marx, leek dit het bewijs dat in weerwil van het revisionisme een revolutie toch mogelijk was. In de rest van Europa bleef de revolutie echter uit, ondanks de grote onrust aan het einde van de Eerste Wereldoorlog. Karl Korsch weet dit in enkele werken over socialisatie aan het ontbreken van een theorie over hoe de samenleving er na de omwenteling uit moest zien. In Marxisme en filosofie uit 1923 stelde hij nog het de opvolgers van Marx en Engels waren geweest die het marxisme hadden ontdaan van het revolutionaire karakter. In 1931 kwam hij in De crisis van het marxisme tot de conclusie dat het marxisme zelf in crisis was. De theorie van Marx was gebaseerd op het nog niet volledig ontwikkelde kapitalisme van voor 1850, maar dit had zich ondertussen verder ontwikkeld zonder dat de marxistische theorie was gevolgd. Daarmee verwerd het van een levende theorie tot niet meer dan een ideologie. Vanuit de partijkaders volgde een aanval op dit vulgair marxisme zoals ook Bernstein had ondervonden en Korsch werd verweten revisionist te zijn.
Het marxisme verdween daarmee niet, ook door crises als de Grote Depressie. Naast een anti-vulgair-marxisme dat alle tekortkomingen ontkende en een antiburgerlijke marxisme dat kritische marxisten wegzette als in werkelijkheid kleinburgerlijk zijnde, zag het marxisme ook diverse pogingen om de theorie te vernieuwen. Hieruit volgde onder meer het westers marxisme. Naast de theorie was er de praktijk waarbij onder meer in 1949 China communistisch werd, waarmee het marxisme ook buiten het Westen voet aan de grond kreeg. Het succes van China en de Sovjet-Unie betekende daarna ook het grootste probleem van het marxisme, gezien het onderdrukkende karakter van beide staten. Voor de Sovjet-Unie werd dit in 1956 bevestigd door de geheime toespraak van partijleider Nikita Chroesjtsjov waarin hij de gruwelen van het stalinisme verwierp. Dit betekende een crisis voor het communisme, dat blijkbaar of niet in staat was om de misdaden van een leider te voorkomen, of zelf structurele gebreken vertoonde. De Poolse protesten en de Hongaarse Opstand van dat jaar die hard onderdrukt werden, maakten ook duidelijk dat de communistische heilstaat daar nog niet volledig was voltooid. Dit werd gevolgd door de openlijke Sovjet-Chinese breuk en vooral na de inval in Tsjecho-Slowakije in 1968 de – hoewel meer verborgen – verwijdering tussen de Sovjet-Unie en de eurocommunisten, zoals in 1976 duidelijk werd tijdens de conferentie van Communistische en Arbeiderspartijen van Europa in Berlijn.
Naast dit alles groeide echter in het Westen de jeugdbeweging waarvan het verzet tegen zaken als de raciale spanningen in de Amerikaanse steden, genderongelijkheid en het imperialisme zoals de Vietnamoorlog culmineerde in het revolutiejaar 1968. De revolutie kwam nooit van de grond doordat er weinig samenhang was onder de studenten die dan ook geen aansluiting kregen met de arbeidersbeweging. Na een anarchistisch begin leek het marxisme het logische uitgangspunt om deze beweging verder op te baseren en won dit aan populariteit op de universiteiten. Opnieuw volgde een periode waarin binnen het marxisme hevige discussies gevoerd werden, maar tien jaar later werden die door nieuwe lichtingen studenten nauwelijks meer begrepen en nam de belangstelling af. Opnieuw was er sprake van een crisis, waarvan Louis Althusser in 1977 in Enfin la crise du marxisme! stelde dat deze eruit bestond dat er in de Sovjet-Unie en de Europese communistische partijen geen marxisme meer te vinden was, maar dat zij zich dankzij het stalinisme om hadden gevormd tot burgerlijke partijen, waarmee dit een herhaling leek van het antiburgerlijke marxisme zoals dat tachtig jaar eerder tegen Bernstein gericht was.
Vanaf 1989 voltrok zich de val van de Berlijnse muur, de val van het communisme en het uiteenvallen van de Sovjet-Unie, waarmee het communisme verslagen leek door het kapitalisme. Hoewel de kapitalistische landen zelf de nodige economische crises te verduren hadden gekregen, waren vooral de eerste dertig jaar na de Tweede Wereldoorlog, de trente glorieuses, een periode geweest van grote economische groei geweest waarbij de stijging van welvaart in het Oostblok sterk achterbleef. Deze was niet opgewassen tegen enerzijds het proces van creatieve vernietiging in vooral de Verenigde Staten en anderzijds de verzorgingsstaat in West-Europa. Het betekende een neergang in de belangstelling voor het marxisme, waarvan overigens bepaalde niet-omstreden onderdelen geïntegreerd waren door de reguliere wetenschap.

## Post-marxisme
De crisis in het marxisme aan het begin van de twintigste eeuw had na de Eerste Wereldoorlog het westers marxisme voortgebracht en rond de Tweede Wereldoorlog het neomarxisme. Vanaf eind jaren 1960 kwam dit marxisme onder vuur te liggen van het postmodernisme en het poststructuralisme en ontwikkelde zich het postmarxisme. Een eenduidige richting en definitie hiervoor ontbraken, wat Ernesto Laclau en Chantal Mouffe in hun radicaal-democratische Hegemony and Socialist Strategy uit 1985 bracht tot twee mogelijkheden die zij beiden volgden, het post-marxisme en het post-marxisme. De eerste benadering slaat een nieuwe weg in vanuit het marxisme, de tweede hervomt het marxisme van binnenuit.
Binnen het postmarxisme zijn verschillende stromingen te herkennen. In het analytisch marxisme dat begon bij Gerald Cohen worden marxistische concepten gecombineerd met de rationelekeuzetheorie en methodologisch individualisme, daarbij dogmatisch marxisme afwijzend. Daarnaast is er een beweging die de nadruk legt op de autonomie van domeinen als de politiek, de cultuur en het milieu naast die van de economie. Een andere richting is die van de reguleringsschool van onder meer Gérard Destanne de Bernis en Michel Aglietta waarin het fordisme een belangrijke rol speelt.

## Huidige betekenis
Verschillende vormen van marxisme dienen als inspiratiebron voor verschillende groeperingen in Nederland en België. In Nederland zijn dit onder andere de Revolutionair Socialistische Partij, de Internationale Socialisten, de NCPN, Socialistisch Alternatief en de SAP. Ook binnen de SP vindt men her en der marxisten, maar als officiële partijideologie heeft het marxisme daar afgedaan. In België is dit onder andere Vonk en de PVDA.
Sommigen wijzen overigens op het marxisme als levende denkstroming. Frankrijk kent sinds het midden van de jaren 90 alweer een marxistisch academisch discours. Originele marxistische gedachten worden geuit door mensen als Michael Hardt, de filosofen Antonio Negri, en Slavoj Žižek, de geograaf David Harvey, Fredric Jameson en verschillende wereld-systeemtheoretici zoals Immanuel Wallerstein. In België gaat om wetenschappers als Eric Corijn, Anton Jäger, Erik Swyngedouw en Chris Kesteloot.
De ideeën van Antonio Gramsci vinden weerklank in de analyse van media en internationale betrekkingen, bij zowel marxistische als liberale theoretici.